# Enrico XX di Reuss-Greiz
Enrico XX di Reuss-Greiz (Offenbach am Main, 29 giugno 1794 – Greiz, 8 novembre 1859) fu Principe Sovrano di Reuss-Greiz dal 1836 sino alla sua morte.

## Biografia
Enrico XX era figlio del principe Enrico XIII di Reuss-Greiz e di sua moglie, la principessa Luisa di Nassau-Weilburg (1765-1837). Egli succedette al fratello, alla di lui morte nel 1836, dal momento che questi non aveva avuto figli maschi dal proprio matrimonio.
Enrico mantenne sul principato un'amministrazione basata su principi assolutistici perlomeno sino al 1848 quando, a causa della rivoluzione, venne costretto a concedere una costituzione che però non entrò mai in vigore. Il principe si distinse nel servizio militare a favore dell'Austria.
Alla sua morte gli succedette il figlio Enrico XXII che però, a causa della minore età, venne sottoposto alla reggenza della madre, vedova di Enrico XX.

## Matrimonio e figli
Enrico XX sposò il 25 novembre 1834 al castello di Haid la principessa Sofia di Löwenstein-Wertheim-Rosenberg (1809–1838), terza figlia femmina di Carlo Tommaso, principe di Löwenstein-Wertheim-Rosenberg, e di sua moglie, la contessa Sofia Luisa di Windisch-Graetz. Non ebbero figli.
Si sposò una seconda volta il 1º ottobre 1839 a Homburg vor der Höhe con la principessa Carolina Amalia d'Assia-Homburg, figlia maggiore del langravio Gustavo d'Assia-Homburg e di sua moglie, la principessa Luisa di Anhalt-Dessau, dalla quale ebbe i seguenti figli:
- Erminia (1840-1890), sposò nel 1862 il principe Hugo von Schönburg-Waldenburg (1822-1897)
- Enrico XXI (* † 1844)
- Enrico XXII (1846-1902), Principe Sovrano di Reuss-Greiz
- Enrico XXIII (1848-1861)
- Maria (1855-1909), sposò nel 1875 il principe Federico di Isenburg-Büdingen (1847-1889)

Enrico XX ebbe anche un figlio illegittimo con una donna di cui non ci è pervenuto il nome:
- Enrico (1822-1892), barone di Rothenthal (creato il 7 gennaio 1857 a Greiz), sposò a Reuß nel 1857 Bertha Thury de Tamásfalva (1831-1914)

Ebbe una figlia illegittima con Emilie Fritsch:
- Isabella Waldhaus (1824/1825 - 1898, Wilhelmshaven), sposò Wilhelm Henning

## Ascendenza
|                                         |                                      |                                                      | Genitori                                      |  |  | Nonni |  |  | Bisnonni                           |  |  | Trisnonni                           |  |
|                                         |                                      |                                                      |                                               |  |  |       |  |  | 8. Heinrich II von Reuss-Obergreiz |  |  | 16. Heinrich VI von Reuss-Obergreiz |  |
|                                         |                                      |                                                      |                                               |  |  |       |  |  | 8. Heinrich II von Reuss-Obergreiz |  |  | 16. Heinrich VI von Reuss-Obergreiz |  |
|                                         |                                      | 17. Henrietta Amalia von Friesen                     |                                               |  |  |       |  |  | 8. Heinrich II von Reuss-Obergreiz |  |  |                                     |  |
| 4. Heinrich XI von Reuss-Greiz          |                                      |                                                      |                                               |  |  |       |  |  | 8. Heinrich II von Reuss-Obergreiz |  |  |                                     |  |
|                                         |                                      | 9. Sophie Charlotte von Bothmer                      | 18. Hans Caspar von Bothmer                   |  |  |       |  |  |                                    |  |  |                                     |  |
|                                         |                                      | 9. Sophie Charlotte von Bothmer                      | 18. Hans Caspar von Bothmer                   |  |  |       |  |  |                                    |  |  |                                     |  |
|                                         |                                      | 9. Sophie Charlotte von Bothmer                      | 19. Gisela Erdmuta von Hoym                   |  |  |       |  |  |                                    |  |  |                                     |  |
| 2. Heinrich XIII von Reuss-Greiz        |                                      | 9. Sophie Charlotte von Bothmer                      |                                               |  |  |       |  |  |                                    |  |  |                                     |  |
|                                         |                                      | 10. Heinrich XXIV von Reuss-Köstritz                 | 20. Heinrich I von Reuss-Schleiz              |  |  |       |  |  |                                    |  |  |                                     |  |
|                                         |                                      | 10. Heinrich XXIV von Reuss-Köstritz                 | 20. Heinrich I von Reuss-Schleiz              |  |  |       |  |  |                                    |  |  |                                     |  |
|                                         |                                      | 10. Heinrich XXIV von Reuss-Köstritz                 | 21. Anna Elisabeth von Zinzendorf             |  |  |       |  |  |                                    |  |  |                                     |  |
| 5. Konradine von Reuss-Köstritz         |                                      | 10. Heinrich XXIV von Reuss-Köstritz                 |                                               |  |  |       |  |  |                                    |  |  |                                     |  |
|                                         |                                      | 11. Emma Eleonore von Promnitz-Dittersbach           | 22. Johann Christoph von Promnitz-Dittersbach |  |  |       |  |  |                                    |  |  |                                     |  |
|                                         |                                      | 11. Emma Eleonore von Promnitz-Dittersbach           | 22. Johann Christoph von Promnitz-Dittersbach |  |  |       |  |  |                                    |  |  |                                     |  |
|                                         |                                      | 11. Emma Eleonore von Promnitz-Dittersbach           | 23. Anna Elisabeth Saurma von der Jeltsch     |  |  |       |  |  |                                    |  |  |                                     |  |
| 1. Heinrich XX von Reuss-Greiz          |                                      | 11. Emma Eleonore von Promnitz-Dittersbach           |                                               |  |  |       |  |  |                                    |  |  |                                     |  |
|                                         | 12. Karel August van Nassau-Weilburg | 24. Johan Ernst van Nassau-Weilburg                  |                                               |  |  |       |  |  |                                    |  |  |                                     |  |
|                                         | 12. Karel August van Nassau-Weilburg | 24. Johan Ernst van Nassau-Weilburg                  |                                               |  |  |       |  |  |                                    |  |  |                                     |  |
|                                         | 12. Karel August van Nassau-Weilburg | 25. Maria Polyxena von Leiningen-Dagsburg-Hardenburg |                                               |  |  |       |  |  |                                    |  |  |                                     |  |
| 6. Karel Christiaan van Nassau-Weilburg | 12. Karel August van Nassau-Weilburg |                                                      |                                               |  |  |       |  |  |                                    |  |  |                                     |  |
|                                         |                                      | 13. Auguste Friederike Wilhelmine van Nassau-Idstein | 26. Georg August Samuel von Nassau-Idstein    |  |  |       |  |  |                                    |  |  |                                     |  |
|                                         |                                      | 13. Auguste Friederike Wilhelmine van Nassau-Idstein | 26. Georg August Samuel von Nassau-Idstein    |  |  |       |  |  |                                    |  |  |                                     |  |
|                                         |                                      | 13. Auguste Friederike Wilhelmine van Nassau-Idstein | 27. Henriette Dorothea von Oettingen          |  |  |       |  |  |                                    |  |  |                                     |  |
| 3. Luise von Nassau-Weilburg            |                                      | 13. Auguste Friederike Wilhelmine van Nassau-Idstein |                                               |  |  |       |  |  |                                    |  |  |                                     |  |
|                                         |                                      | 14. Willem IV van Oranje-Nassau                      | 28. Johan Willem Friso van Nassau-Dietz       |  |  |       |  |  |                                    |  |  |                                     |  |
|                                         |                                      | 14. Willem IV van Oranje-Nassau                      | 28. Johan Willem Friso van Nassau-Dietz       |  |  |       |  |  |                                    |  |  |                                     |  |
|                                         |                                      | 14. Willem IV van Oranje-Nassau                      | 29. Marie Luise von Hessen-Kassel             |  |  |       |  |  |                                    |  |  |                                     |  |
| 7. Carolina van Oranje-Nassau           |                                      | 14. Willem IV van Oranje-Nassau                      |                                               |  |  |       |  |  |                                    |  |  |                                     |  |
|                                         |                                      | 15. Anne of Hannover                                 | 30. George II of Great Britain                |  |  |       |  |  |                                    |  |  |                                     |  |
|                                         |                                      | 15. Anne of Hannover                                 | 30. George II of Great Britain                |  |  |       |  |  |                                    |  |  |                                     |  |
|                                         |                                      | 15. Anne of Hannover                                 | 31. Caroline von Brandenburg-Ansbach          |  |  |       |  |  |                                    |  |  |                                     |  |
|                                         |                                      | 15. Anne of Hannover                                 |                                               |  |  |       |  |  |                                    |  |  |                                     |  |

## Fonti
- Friedrich Wilhelm Trebge, Spuren im Land, Hohenleuben, 2005.
- Thomas Gehrlein, Das Haus Reuß - Älterer und Jüngerer Linie, Börde Verlag 2006, ISBN 978-3-9810315-3-9